# Sofonisba
Sofonisba, v punském jazyce 𐤑𐤐𐤍𐤁𐤏𐤋, Ṣap̄anbaʿal († okolo 203 př. n. l. Cirta), byla kartaginská šlechtična, jejímž otcem byl vojevůdce Hasdrubal Gisgo. Tragický životní příběh Sofonisby je znám z Liviova spisu Dějiny od založení Města.
Sofonisba proslula svojí krásou a vzděláním a výrazně se angažovala v průběhu druhé punské války. Jejím prvním manželem byl numidský vládce Syfax, jehož přesvědčila, aby bojoval na straně Kartága proti Římanům. Poté, co Syfax prohrál bitvu u Cirty a upadl do zajetí, provdala se Sofonisba za krále Massinissu. Ten se však rozhodl přejít na stranu Římanů a na důkaz spojenectví vydal Sofonisbu Scipiovi, který ji chtěl vést jako zajatkyni při svém triumfu v Římě. Aby královna unikla této potupě, rozhodla se pro sebevraždu a vypila pohár s jedem, který jí nabídl Massinissa.
Stala se symbolem hrdé a statečné ženy, jejíž dobrovolná smrt byla srovnávána s Kleopatrou. Osud Sofonisby se stal námětem mnohých uměleckých děl; Francesco Petrarca ji zmínil v eposu Afrika, Giovanni Boccaccio v díle De Mulieribus Claris a John Marston ve hře The Wonder of Women. Divadelní tragédie o ní napsali Gian Giorgio Trissino, Daniel Casper von Lohenstein, Nathaniel Lee, Pierre Corneille, Vittorio Alfieri, Emanuel Geibel a Girolamo de Rada. Stala se také hrdinkou oper Tommasa Traetty, Henryho Purcella, Christopha Willibalda Glucka, Niccola Jommelliho a Ferdinanda Paëra. Smrt Sofonisby ztvárnili na svých obrazech Andrea Mantegna, Mattia Preti, Rembrandt, Rutilio Manetti, Georg Pencz, Guercino, Pierre Narcisse Guérin a další umělci. Ve filmu Giovanniho Pastroneho Cabiria (1914) byla představitelkou Sofonisby Italia Almirante Manzini. Objevila se také jako postava mangy Ad Astra: Scipio and Hannibal. Její jméno nosily malířka Sofonisba Anguissola a sociální pracovnice Sophonisba Breckinridge. 